# Bruiu
Bruiu (en hongrois : Brulya, en allemand : Braller) est une commune du județ de Sibiu en Roumanie.

## Jumelages
- Guipel (France) depuis 1995.